# Lubiszczyce
Lubiszczyce (biał. Любішчыцы; ros. Любищицы) – agromiasteczko na Białorusi, w obwodzie brzeskim, w rejonie iwacewickim, w sielsowiecie Lubiszczyce, przy linii kolejowej Baranowicze – Brześć i drodze republikańskiej R2.
Przez Lubiszczyce przepływa Rudnianka, która w ich pobliżu uchodzi do Hrywdy.
W miejscowości znajduje się zabytkowa parafialna cerkiew prawosławna pw. św. Anny.

## Historia

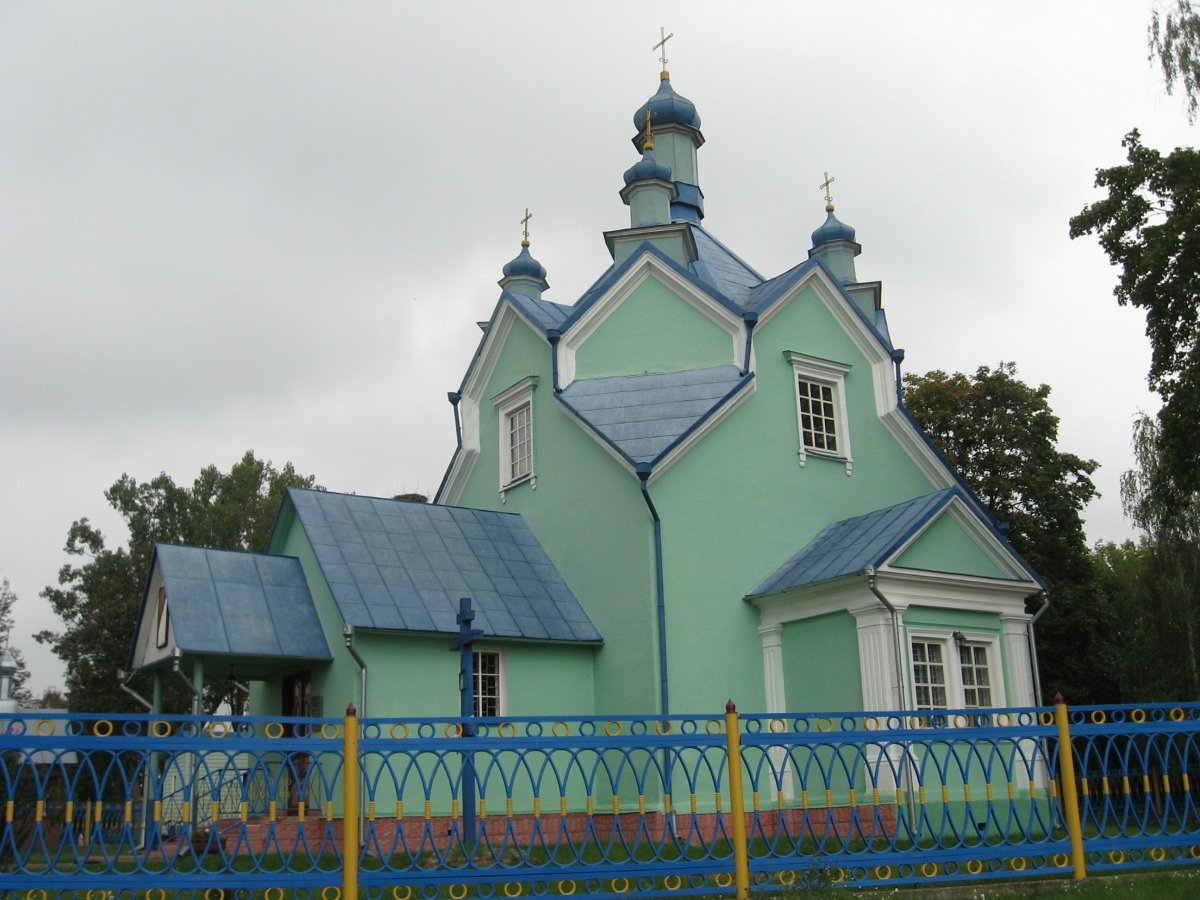
Cerkiew św. Anny

Słownik geograficzny Królestwa Polskiego z II poł. XIX w. podaje, że Lubiszczyce były najludniejszą wsią w powiecie słonimskim. Były siedzibą gminy Lubiszczyce, zniesionej w II poł. XIX w. Dawniej dzieliły się w trzy wsie: Lubiszczyce Zarzeczne i Lubiszczyce Cerkiewne (które z kolei dzieliły się na Oszykowce i Uholczyk), które współcześnie tworzą Lubiszczyce oraz Lubiszczyce Poduchowne (Poddane), które obecne są osobną wsią.
W dwudziestoleciu międzywojennym leżały w Polsce, w województwie poleskim, w powiecie kosowskim/iwacewickim, w gminie Borki-Hiczyce/Iwacewicze. Po II wojnie światowej w granicach Związku Sowieckiego. Od 1991 w niepodległej Białorusi.